# Wilhelm Kobelt
Wilhelm Kobelt, född 20 februari 1840 i Alsfeld, Hessen, död 26 mars 1916, var en tysk läkare och zoolog. 
Kobelt var verksam vid Naturmuseum Senckenberg i Frankfurt am Main. Han blev inom fackkretsar uppskattad för sina många och delvis mycket omfångsrika arbeten över blötdjuren och fortsatte från 1877 det av Emil Adolf Rossmässler påbörjade arbetet Ikonographie der europäischen Land- und Süßwassermollusken. Kobelt var även verksam även som zoogeograf.